# 11139 Qingdaoligong
11139 Qingdaoligong è un asteroide della fascia principale. Scoperto nel 1996, presenta un'orbita caratterizzata da un semiasse maggiore pari a 2,520856 UA e da un'eccentricità di 0,222940, inclinata di 4,729297° rispetto all'eclittica. Ha un diametro di 4,705 km.